# Claus Beneking
Claus Beneking (* 25. August 1955 in Weimar) ist ein deutscher Manager. Er war bis 2008 Vorstandsvorsitzender der ersol AG.

## Leben
Claus Beneking studierte an der RWTH Aachen Physik und promovierte 1985 mit dem Thema Zur Fluoreszenz von Merocyanin-Farbstoffen auf Zinkoxid-Einkristallen. Von 1985 bis 1991 war er Wissenschaftlicher Mitarbeiter bei Philips in Aachen und Eindhoven im Bereich Licht- und Gasentladungstechnik. 1991 ging er zum Forschungszentrum Jülich ebenfalls als wissenschaftlicher Mitarbeiter und verantwortete dort den Aufbau und die Leitung eines Forschungslabors für Silizium-Dünnschicht-Solarzellen. 1998 wechselte er zur RWTH Aachen und leitete ein Labor für Prozessierung und Charakterisierung multikristalliner Silizium-Solarzellen.
2000 wurde Beneking Geschäftsführer der ErSol Solarstrom GmbH & Co. KG. Seit deren Umwandlung in eine Aktiengesellschaft im Jahr 2001 ist er Sprecher des Vorstandes. Mit dem Übergang der Mehrheit der Unternehmensanteile von Ersol auf die Robert Bosch GmbH kündigte Beneking sein baldiges Ausscheiden aus dem Unternehmen „aus persönlichen Gründen“ an. Er wurde zum 1. September 2008 von Holger von Hebel als Vorstandssprecher abgelöst.
Von 2008 bis 2014 war er Consultant zu wirtschaftlichen Fragestellungen von Erneuerbaren Energiesystemen. Von August 2014 bis 2016 war Claus Beneking Geschäftsführer des Reiner Lemoine Instituts. Claus Beneking übernahm die Nachfolge von Jochen Twele.
Nach dem Kauf der Villa Lietzenburg auf der Insel Hiddensee widmete sich Claus Beneking gemeinsam mit seiner Ehefrau der Sanierung des Gebäudes, welches seitdem zur Beherbergung sowie für kulturelle Veranstaltungen genutzt wird.